# نوريس هويت
نوريس هويت هو محامي وسياسي أمريكي، ولد في 23 يوليو 1935، وتوفي في 4 أغسطس 2013. نشط حزبياً في الحزب الديمقراطي. وقد انتخب عضو مجلس نواب فيرمونت ‏.